# Dados Biográficos do Finado Marcelino
Dados Biográficos do Finado Marcelino é o título do romance do escritor brasileiro Herberto Sales (1917-1999), publicado em 1965.
O livro narra “a história de um andaraiense que coleta em Salvador as memórias que nuns quantos amigos deixou seu falecido tio, homem de surpreendente personalidade mundana e intelectual”.
Segundo Josué Montello, o autor, com este livro, “faz a sua iniciação entre os grandes romancistas de Salvador. Depois de Jorge Amado, que penetrou no coração lírico da Bahia, não era fácil escolher um novo território, na mesma geografia literária. E é essa, em nosso modo de ver, a primeira grande vitória do talento romanesco de Herberto Sales.”
Segundo Assis Brasil, “uma crônica de costumes, de concepção clássica, algo irônica e pitoresca, algo dramática e trágica – e a sua dimensão trágica, a mais incisiva do livro, está em situar a velhice, o passado e os limites estreitos da condição humana.”
"Marcelino, o personagem, é transposição ficcional de Francisco Araújo, tio de Herberto por parte da mãe, homem rico e vaidoso, culto e requintado, assíduo frequentador de cruzeiros marítimos, em cujo palacete o sobrinho morou durante algum tempo, na adolescência, quando foi estudar em Salvador"
Embora inspirado em um personagem real, a obra não é integralmente autobiográfica, possuindo elementos de ficção. Por exemplo, enquanto o narrador do livro é um simples "cometa" (caixeiro-viajante), vendendo produtos farmacêuticos da Bayer "pelas boticas do interior", o Herberto Sales real foi garimpeiro, comerciante de madeiras e oficial de cartório, antes de se mudar para o Rio de Janeiro e deslanchar na carreira de jornalista e escritor.

## Enredo
Aos treze anos, o autor (já que se trata de um romance autobiográfico, contado em primeira pessoa) deixa sua pacata cidade interiorana de Andaraí, terra de exploradores de diamantes (que serviu de cenário para seus romances regionalistas anteriores, Cascalho e Além dos Marimbus) para prosseguir os estudos na capital do estado, Salvador, vindo morar no palacete de um tio Marcelino, que enriqueceu com sua empresa de importação de pianos, discos, vitrolas “ortofônicas”, etc., a Trianon. No passado, o tio viajava mundo afora. Agora velho e doente, Marcelino passa os dias cultivando suas palmeiras e outras plantas (quando o autor observa que ele agora virou jardineiro, o interlocutor o emenda: jardineiro não, botânico.) O menino, acostumado à vida simples do interior, impressiona-se com o requinte do palacete, sua rica biblioteca, os banheiros, etc. (“Muito pouco entendo eu de coisas de arte. Mas a verdade é que a casa me deslumbrava.”) O tio, mesmo quando jantava apenas em companhia da irmã, tia do autor (a Tia Edite), que administrava o casarão, fazia questão de se vestir, pentear e perfumar como se tivesse sido convidado a uma recepção de gala. 
Depois de adulto, decorridos muitos anos, o autor resolve reconstituir a vida do tio que tanto o impressionara no passado ("um perfeito cavalheiro, inteligente, culto e viajado"), e entrevista as pessoas ainda vivas que o conheceram. Descobre que o tio, conquanto só tivesse concluído o ensino fundamental, foi um autodidata e poliglota, profundo conhecedor de óperas, e amante da literatura universal (embora na velhice quase não frequentasse mais sua biblioteca). Além disso, foi um homem generoso, que ajudava os amigos. Mas teve um adversário, um sócio, o Carvalho, que, achando que ele estava dilapidando o dinheiro da firma, tentou interditá-lo na justiça. A súbita e inesperada morte de Marcelino, narrada em visão caleidoscópica, ou seja, segundo os diferentes pontos de vista de diversos personagens, fica envolta em mistério (pacto com o demônio? suicídio? doença?). 